# Віталій II Антіохійський
Віталій II Антіохійський (лат. Vitalianus) - один з претендентів на пост єпископа Антіохії в добу, знану як Мелетійський розкол, що відбувався як раз під час аріанських суперечок, і правив з 376 по 384 роки. Обіймав посаду пресвітера Мелетія Антіохійського, котрий врешті-решт відмовився від ортодоксальної віри Нікеї й перейняв те, що на сьогодні відомо як аполінаризм, форму докетизму, яку відстоював Аполінарій Лаодикійський.

## Історія
Созомен розповідає нам, що проповідь Аполлінарія в Антіохії спромоглася навернути кількох людей у новотворену доктрину, включаючи Віталіса, який був у групі Мелетія під час розколу. У всіх інших відносинах Віталіус вважався людиною з бездоганною репутацією, з великою запопадливістю та відданістю, якою дбав про вірянин міста, за що отримав відзначну шану. Тому, залишивши Мелетія і пішовши за Аполлінарієм, він залучив за собою велику кількість вірянин, групу, яка відтоді стала відома як "віталіани". Вважається, що він прийняв таке рішення, тому що був обурений відсутністю поваги, з якою ставився до нього Флавіан I Антіохійський, претендент на посаду єпископа Антіохії серед мелекіан.
Він безрезультатно намагався об'єднати гомоянські групи, очолювані Пауліном Антіохійським ("євстафіани") та Мелертієм, однак все без успіху через сильну опозицію першого та байдужість другого.